# Brazil World Rally Team
Brazil World Rally Team es un equipo de rally brasileño creado en 2011, con sede en Banbury, Inglaterra. Es el primer equipo brasileño inscrito en el Campeonato Mundial de Rally. A pesar de ser un equipo privado está registrado como constructor y su principal piloto es el brasileño Daniel Oliveira que pilotará un Mini John Cooper Works S2000 y un Mini John Cooper Works WRC.

## Trayectoria

### Temporada 2011
Hizo su debut en el Rally de Portugal. en el que compitió sobre la versión S2000 del MINI John Cooper Works, experiencia que repitió en el posterior Rally de Jordania. Su debut a bordo de la versión WRC se produjo en el Rally de Italia, en Cerdeña, en sintonía con el debut del equipo oficial Mini WRC Team.

## Resultados

### Campeonato Mundial de Rally
| Año  | Vehículos       | Piloto            | 1       | 2       | 3       | 4       | 5       | 6      | 7       | 8       | 9       | 10     | 11     | Posici. | Puntos | Camp. Construc. | Puntos |
| ---- | --------------- | ----------------- | ------- | ------- | ------- | ------- | ------- | ------ | ------- | ------- | ------- | ------ | ------ | ------- | ------ | --------------- | ------ |
| 2011 | Daniel Oliveira | MINI Cooper S2000 | POR Ret | JOR 19  |         |         |         |        |         |         |         |        |        | -       | 0      | 10º             | 7      |
| 2011 | Daniel Oliveira | MINI Cooper WRC   |         |         | ITA 29  | ARG Ret | GRE Ret | FIN 49 | DEU Ret | AUS Ret | FRA Ret | ESP 25 | GBR 35 | -       | 0      | 10º             | 7      |
| 2012 | Daniel Oliveira | Ford Fiesta WRC   | POR 13  | ARG Ret | GRE Ret | NZL     | FIN     | DEU 24 | GBR     | FRA     | ITA     | ESP    |        | -       | 0      | 8º              | 20     |
| 2012 | Manfred Stohl   | Ford Fiesta WRC   | POR     | ARG     | GRE     | NZL 10  | FIN     | DEU    | GBR     | FRA     | ITA     | ESP    |        | 29º     | 1      | 8º              | 20     |